# SN 2006ck
SN 2006ck – supernowa typu Ic odkryta 20 maja 2006 roku w galaktyce UGC 8238. W momencie odkrycia miała maksymalną jasność 17,40m.